# Castanotherium humile
Castanotherium humile är en mångfotingart som först beskrevs av Filippo Silvestri 1895.  Castanotherium humile ingår i släktet Castanotherium och familjen Zephroniidae. Inga underarter finns listade i Catalogue of Life.